# Jonathan Park
Jonathan Park (* 1942) ist ein Designkünstler und Inhaber des Studio Park in London.
Nach Schule und Studium des Maschinenbaus und Bauwesens am Clare Collegue in Cambridge, Großbritannien arbeitete Jonathan Park von 1967 bis 1970 als Leitender Ingenieur bei Arup Associates.
1976 gründete er mit Mark Fisher in London das Unternehmen Fisher Park - Rock & Roll Set & Event Design. 1994 trennten sich Fisher und Park wieder und Park gründete sein eigenes Studio Park. Werbung: „Studio Park arbeitet als szenografischer Designer, der für jede Art von Live-Event die Kulissen entwirft und mit umfangreicher Design-Erfahrung eine Lösung aus einem Guss präsentiert. Das Studio Park bietet eine einzigartige Auswahl an firmeneigenen Kompetenzen.“

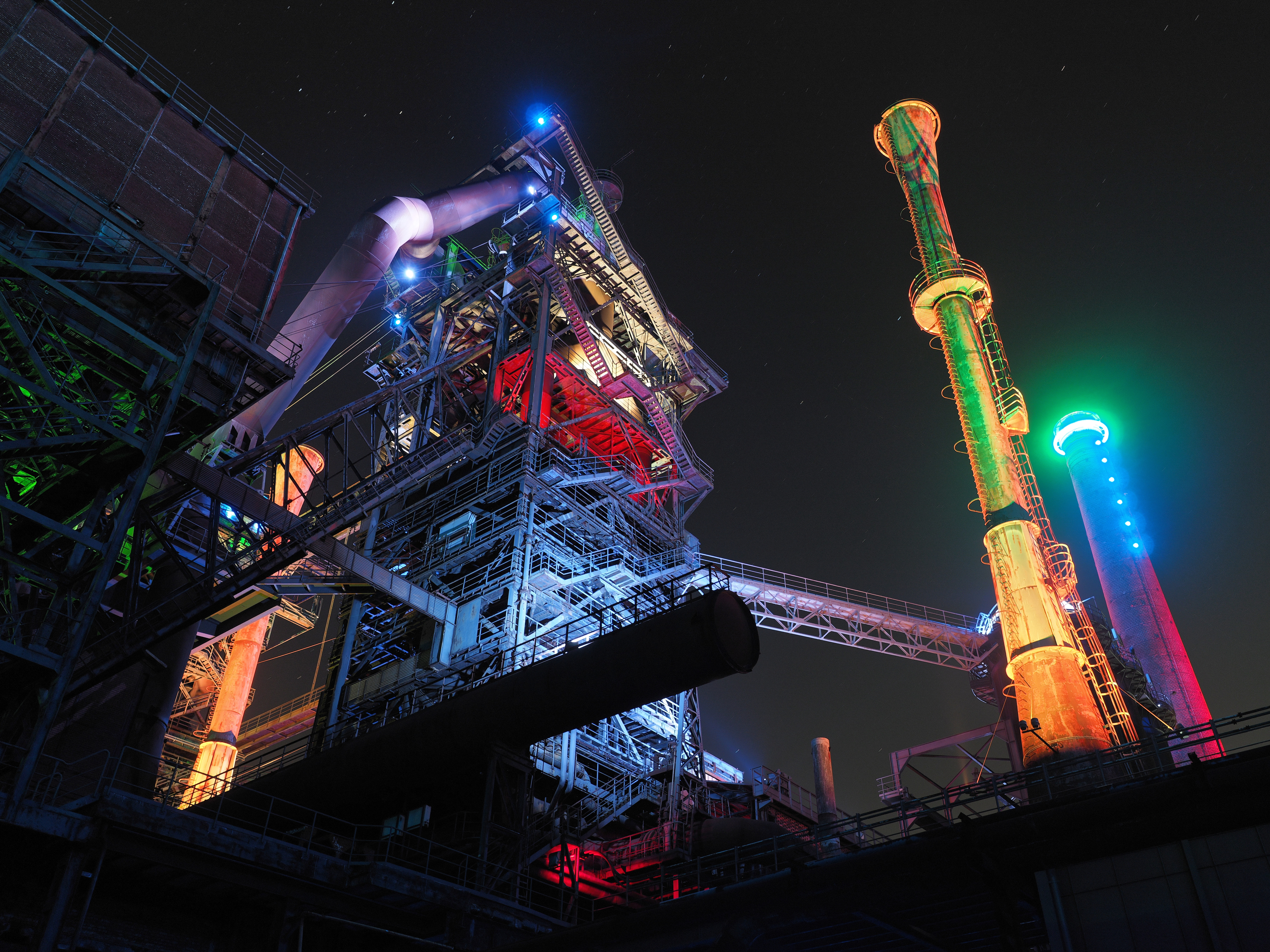
Hochofen 2 im Landschaftspark Duisburg

Seine Website listet 54 Events auf, die zwischen 1994 und 2002 vom Studio Park gestaltet wurden, darunter auch mehrere in Deutschland. Typisch für die Installationen ist: sie sind nicht von Dauer. Nach dem Event oder auch dem Ende einer längeren Ausstellung (EXPO 2000 – Ferropolis, die Stadt aus Eisen) ist die Installation Geschichte.
Allein die Lichtinstallationen im Landschaftspark Duisburg-Nord waren auf Dauer angelegt. Dass sie nach 14 Jahren zunehmend defekt wurden und technisch veralteten ist Jonathan Park nicht anzulasten. Im Jahre 2010 mussten die Lichtquellen und deren Steuerung erneuert werden. Aus diesem Anlass kam Jonathan Park am 3. Mai nach Duisburg, seine Installation unter anderem mit Leuchtdiodenlicht neu erstrahlen zu sehen. Einige Zeitungsartikel, auch mit Bildern von Jonathan Park, weisen darauf hin.